# Cattedrali in Ghana

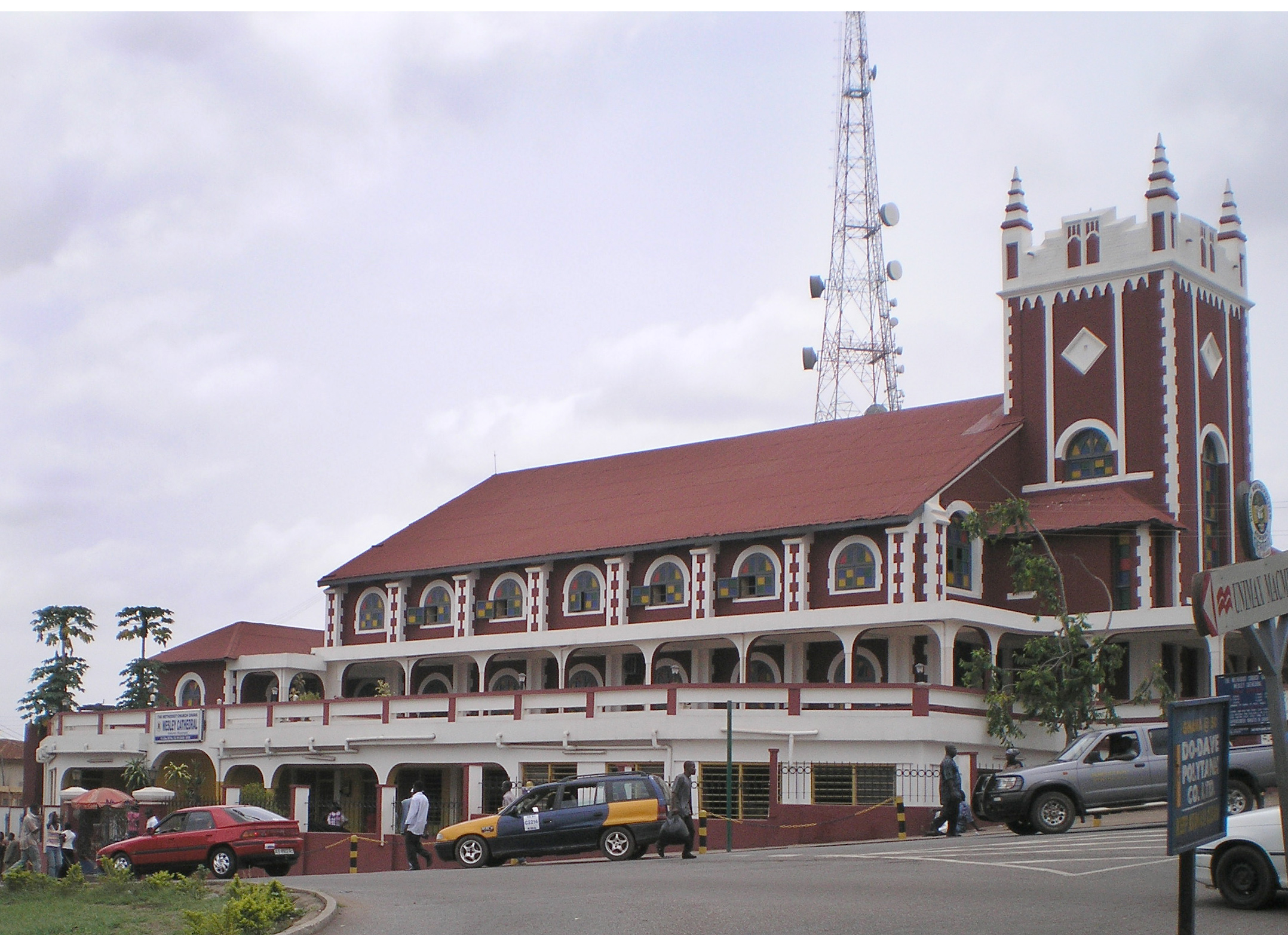
Cattedrale Wesley (Kumasi)

Questa è una lista delle cattedrali in Ghana.

## Cattedrali cattoliche

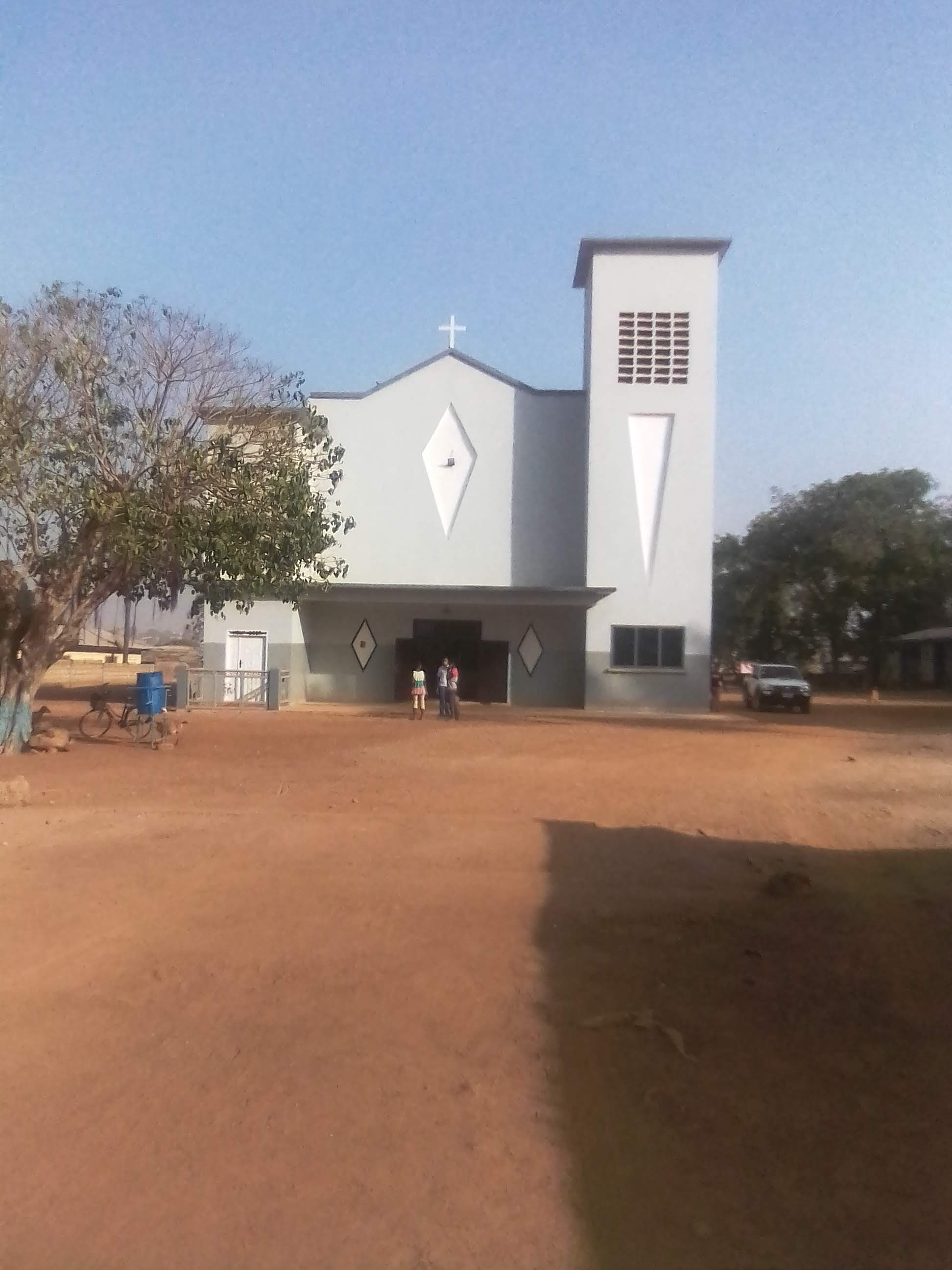
La cattedrale di Nostra Signora di Lourdes, a Yendi

| Cattedrale                                | Arcidiocesi o Diocesi              | Località         |
| ----------------------------------------- | ---------------------------------- | ---------------- |
| Cattedrale dello Spirito Santo            | Arcidiocesi di Accra               | Accra            |
| Cattedrale del Sacro Cuore                | Diocesi di Ho                      | Ho (Ghana)       |
| Cattedrale di San Francesco Claver        | Diocesi di Jasikan                 | Jasikan          |
| Cattedrale di Cristo Re                   | Diocesi di Keta-Akatsi             | Akatsi           |
| Concattedrale di San Michele              | Diocesi di Keta-Akatsi             | Keta             |
| Cattedrale di San Giorgio                 | Diocesi di Koforidua               | Koforidua        |
| Cattedrale di San Francesco di Sales      | Arcidiocesi di Cape Coast          | Cape Coast       |
| Cattedrale di Nostra Signora del Mare     | Diocesi di Sekondi-Takoradi        | Sekondi-Takoradi |
| Pro-Cattedrale di San Paolo               | Diocesi di Sekondi-Takoradi        | Sekondi-Takoradi |
| Cattedrale di San Giuseppe                | Diocesi di Wiawso                  | Wiawso           |
| Cattedrale di San Pietro                  | Arcidiocesi di Kumasi              | Kumasi           |
| Cattedrale di Sant'Antonio da Padova      | Diocesi di Goaso                   | Goaso            |
| Cattedrale di San Paolo                   | Diocesi di Konongo-Mampong         | Mampong          |
| Concattedrale di San Gabriele             | Diocesi di Konongo-Mampong         | Konongo          |
| Cattedrale di San Tommaso                 | Diocesi di Obuasi                  | Obuasi           |
| Cattedrale di Cristo Re                   | Diocesi di Sunyani                 | Sunyani          |
| Cattedrale di San Paolo                   | Diocesi di Techiman                | Techiman         |
| Cattedrale dell'Annunciazione             | Arcidiocesi di Tamale              | Tamale           |
| Cattedrale di Sant'Anna                   | Diocesi di Damongo                 | Damongo          |
| Cattedrale della Madonna dei Sette Dolori | Diocesi di Navrongo-Bolgatanga     | Navrongo         |
| Concattedrale del Sacro Cuore             | Diocesi di Navrongo-Bolgatanga     | Bolgatanga       |
| Cattedrale di Sant'Andrea                 | Diocesi di Wa                      | Wa               |
| Cattedrale di Nostra Signora di Lourdes   | Diocesi di Yendi                   | Yendi            |
| Cattedrale di Donkorkrom                  | Vicariato apostolico di Donkorkrom | Donkorkrom       |

## Cattedrale anglicana

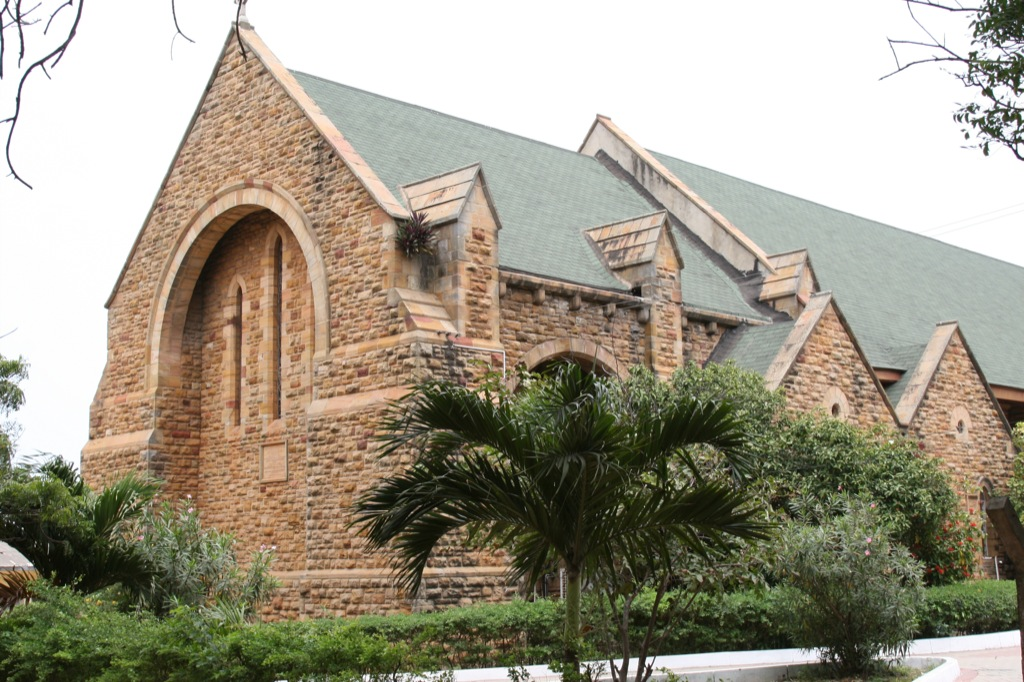
Cattedrale della Trinità, ad Accra

| Cattedrale                                | Arcidiocesi o Diocesi           | Località   |
| ----------------------------------------- | ------------------------------- | ---------- |
| Cattedrale della Trinità                  | Diocesi anglicana di Accra      | Accra      |
| Cattedrale di Christ Church               | Diocesi anglicana di Cape Coast | Cape Coast |
| Cattedrale di San Giorgio Martire         | Diocesi anglicana di Ho         | Ho         |
| Cattedrale di San Pietro                  | Diocesi anglicana di Koforidua  | Koforidua  |
| Cattedrale di San Cipriano                | Diocesi anglicana di Kumasi     | Kumasi     |
| Cattedrale di Sant'Andrea                 | Diocesi anglicana di Sekondi    | Sekondi    |
| Cattedrale di Sant'Anselmo                | Diocesi anglicana di Sunyani    | Sunyani    |
| Cattedrale Memoriale del Vescovo Agliomby | Diocesi anglicana di Tamale     | Tamale     |
| Cattedrale dell'Ascensione                | Diocesi anglicana di Wiawso     | Wiawso     |

## Cattedrale metodista
| Cattedrale        | Diocesi                    | Città  |
| ----------------- | -------------------------- | ------ |
| Cattedrale Wesley | Chiesa metodista del Ghana | Kumasi |

## Cattedrale ortodossa
| Cattedrale                             | Diocesi                        | Città |
| -------------------------------------- | ------------------------------ | ----- |
| Cattedrale della Santa Trasfigurazione | Arcidiocesi ortodossa di Accra | Accra |